# Frustració
La frustració (del llatí frustratǐo) és l'acció i efecte de frustrar (deixar sense efecte o malmetre un intent). És un sentiment desagradable que s'origina quan un individu no pot satisfer les expectatives que s'ha proposat, és a dir, és una vivència emocional que sorgeix davant del no compliment dels objectius previstos.
La majoria d'éssers humans experimenten certa frustració cada dia perquè és natural que alguns obstacles interfereixin als plans o objectius de totes les persones.
Segons els autors Dollard, Doob, Millar, Mower i Sears en Lahey (1999), «la frustració és el bloqueig d'algun comportament dirigit a aconseguir una meta, per tant, són totes aquelles situacions de la vida en què algun comportament, meta o necessitat no són satisfetes. Tot això, comportarà d'alguna manera a patir la frustració.»
Cal destacar, que segons la intensitat de l'objectiu a assolir, la frustració serà més o menys intensa, és a dir, com més intens sigui el desig d'aconseguir una meta, major serà la frustració que s'experimentarà, ja que sorgirà un sentiment de fracàs en tot allò que s'havia proposat i alhora serà més difícil poder superar aquesta situació i sortir de l'estat de frustració.
Hi ha diferents tipus de processos frustrants que cal destacar:
- La frustració per barrera, que és quan existeix un obstacle que impedeix aconseguir l'objectiu o la meta.
- La frustració per incompatibilitat de dos objectius positius, en què existeix la possibilitat d'aconseguir dos objectius però aquests no són compatibles entre si.
- La frustració per conflicte evitació-evitació que és la fugida davant de situacions negatives.
- La frustració per conflicte aproximació-aproximació, que és la indecisió davant d'una situació que provoca resultats positius i negatius d'igual mida.

## Factors
Els factors que generen frustració són relatius i diferents per a cada persona en particular, ja que a algunes persones una situació determinada els causarà aquest sentiment, mentre que a d'altres potser no els generarà frustració de cap mena.
1. Un primer factor són els estàndards de la vida que exigeix la societat o l'entorn que l'envolta. Així doncs, al fallar o al no aconseguir satisfer un desig que l'entorn exigeix, provoca ser més susceptible a caure en un estat de frustració. Per tant, si un individu es mou en un medi en què les persones, en la majoria de casos, han assolit els seus objectius, pot desenvolupar una sensació de fracàs al no complir amb èxit els seus propòsits.
2. Un altre factor de frustració, pot ser generat per la mateixa persona i pot impedir la satisfacció dels propis objectius. Això és degut al fet que en moltes ocasions les metes que s'imposen tendeixen a ser poc realistes, cosa que fa molt difícil aconseguir-les. En altres casos, es dona que la persona és massa crítica amb si mateixa, ja que aconsegueix la meta però considera que no ho ha fet com havia desitjat i per tant, cau en el sentiment de frustració.
3. L'interval en què es produeixen diferents situacions frustrants i la susceptibilitat de l'individu en aquest moment són un factor important que provoca aquest sentiment de frustració que tendeix a ser acumulativa. Així doncs, una persona al viure una sèrie de situacions frustrants de poca importància, però que es van sumant fins a arribar a un desequilibri de la pròpia vida, provoca el sentiment de frustració.

## Causes
Hem esmentat anteriorment, que una persona sent frustració quan no aconsegueix una meta per qualsevol motiu que s'interposa en el seu camí.
Hi ha moltes fonts menors de frustració que poden causar un estrès significatiu. Tanmateix, Morris (1990) destaca cinc causes comunes:
- Els retards, ja que són insuportable perquè la cultura dona molt valor al temps.
- La falta de recursos, ja que és un dret de tot ciutadà. Per exemple, no poder permetre's un habitatge digne per viure.
- El fracàs, perquè la cultura sosté que l'èxit o fracàs depèn del talent i l'esforç personal, sense tenir en compte la sort, la bona fortuna o simplement ser al lloc correcte en el moment adequat.
- Les pèrdues que ens fan sentir poc valorats, poc importants o indefensos. Per exemple, al final d'una relació amorosa o l'acomiadament de la nostra feina.
- La discriminació pel fet que ens neguin oportunitats o reconeixements per raó de sexe, edat, color de pell o religió.

## Efectes o mecanismes de defensa
Quan els objectius proposats pels quals has lluitat, no són aconseguits apareixen diferents sentiments i pensament autodestructius per l'individu. Aquest poden ser: ansietat, ràbia, ira, depressió clínica…
- L'ansietat és l'estat emocional desagradable que sorgeix quan no s'aconsegueix el propòsit al qual es pretenia arribar.
- La racionalització es basa a trobar raons lògiques però falses, en què la persona que no aconsegueix el seu objectiu, en comptes d'acceptar el fracàs, s'inventa diferents excuses per explicar les raons del seu fracàs. Aquestes raons, per aquest individu són lògiques i justifiquen el seu fracàs. Tanmateix, són completament falses, i sorgeixen perquè la persona no accepta els seus errors i busca excuses per justificar-los.
- La projecció es produeix quan un individu descarrega la culpa dels seus errors i males accions a altres persones. Per tant, atribueix la culpa de no aconseguir la seva meta a persones inferiors a ella mateixa, sense acceptar els seus propis errors i culpes.
- La identificació és tot el contrari a la projecció, ja que es dona quan una persona s'identifica amb alguna idea o conducta d'una altra a la qual li atribueix un sentiment d'admiració. Així, es tracta de copiar les conductes i habilitats de l'altra persona i veure que amb la seva ajuda i amb la seva imitació, s'aconsegueix complir els propis objectius.
- La substitució es produeix quan la persona substitueix o canvia una meta que no ha arribat a aconseguir per una altra que veu més factible i viable de realitzar. És a dir, davant de la impossibilitat d'aconseguir un objectiu concret, la persona retira els seus esforços per aconseguir triomfar davant d'un altre objectiu més assequible per ella.
- L'evasió apareix en veure frustrada la possibilitat d'aconseguir una meta proposada. L'individu pot abandonar la lluita per arribar al seu objectiu, ja que prefereix deixar-ho en lloc de seguir avançant perquè per ella és pitjor el fracàs que retirar-se.
- L'agressió va orientada a modificar la situació o a llibertat la frustració, encara que no sigui una conducta desitjable. L'individu, davant d'un fet frustrat i al no trobar la forma d'alliberar aquest sentiment, agredeix (física o verbalment) a l'altra persona que l'ha fet veure el seu fracàs. En alguns casos també es pot donar l'agressió a la mateixa persona, ja que pot considerar inacceptable agredir als altres.
- La fugida i retirada davant d'un esdeveniment de frustració s'observa quan la conducta agressiva no és possible o quan aquest no ha provocat l'eliminació de la situació frustrant. Es retira del lloc i de la situació per poder superar el fet, ja que al fugir els factors causants de la frustració desapareixen.
- La pressió sorgeix de l'intent d'evitar esdeveniments negatius que en algunes ocasions pot causar més estrès que els mateixos esdeveniments. La pressió que la persona mateixa s'aplica o que genera l'entorn pot ser desencadenada com una reacció per evitar situacions negatives, com és el cas de no aconseguir un objectiu proposat.

## Conseqüències
Quan no s'aconsegueix l'objectiu o el desig esperat, les persones se senten frustrades i el resultat és un sentiment d'enuig, ràbia, tristesa… Cada individu ho viu de forma diferent, però tots tenen en comú la sensació de decepció i desànim que produeix el sentiment de frustració.
D'una experiència frustrant algunes persones surten enfortides perquè han après i reflexionat sobre l'experiència viscuda. Altres, en canvi, es deprimeixen i desesperen i només veuen el resultat negatiu d'aquesta experiència, sense aprendre res d'ella.
Les conseqüències que pot causar aquesta situació poden ser molt diferents, tot dependrà en part, del grau de maduresa de la persona o de l'impacte que pot causar en ella. En general, les persones frustrades seran molt sensibles a tot a allò que li recordi el motiu de la seva frustració anterior. Tindran ansietat davant les mateixes situacions que li van provocar no aconseguir els seus objectius o desitjos i perdran la confiança en si mateixes davant de situacions semblants, fugint de les mateixes per no sofrir una altra decepció.
Tot i això, algunes persones senten la necessitat de superar la seva frustració, i encara que senten ansietat i por, s'enfronten a les situacions causants amb l'objectiu de superar-les.
Per acabar, cal destacar que hi ha situacions que no depenen d'un mateix i per tant, és impossible fer qualsevol esforç per superar-les.

## Com superar la frustració
Una bona manera de superar aquest estat és disposar de metes substitutes d'igual atracció, ja que així s'experimentarà menys frustració amb d'impediment d'aconseguir una meta especifica. Si es canalitza tot l'esforç i energia en aconseguir una altra meta, en el moment en què se sent el fracàs serà més fàcil sortir de l'estat de frustració.
Així doncs, en veure que s'ha fracassat en aconseguir un objectiu proposat, és recomanable buscar o formular nous objectius a assolir, de manera que ens permeti tirar endavant i superar amb major facilitat aquesta etapa, aconseguint una nova meta.
Si davant d'una situació frustrant s'aconsegueix reconèixer els errors o causes que han fet impossible aconseguir les metes proposades, es pot iniciar un procés mitjançant el qual es tractà de no cometre els mateixos errors, o saber com reaccionar davant dels fets que han impedit aconseguir la meta. Per tant, la superació es basa a aprendre d'aquelles situacions frustrants del passat, ja que ha de donar forces per lluitar i evitar que aquest situació desagradable es torni a donar.
També és molt important aprendre a controlar les frustracions perquè aquests sentiments no puguin afectar amb excés i així poder superar les circumstàncies que l'originen.
Per controlar la frustració s'ha de tenir en compte els propis límits i els obstacles que es poden trobar. L'entorn, les circumstàncies i inclòs les pròpies capacitats, són variants que es poden controlar i que poden ser la causa que origina que les expectatives o objectius proposats no es puguin complir.
Cal destacar, que controlar les frustracions ha de formar part de l'educació dels infants, ja que els pares han d'evitar satisfer contínuament els seus desitjos per temor a una rabieta o perquè desitgen evitar-los aquest sentiment. L'únic que s'aconseguirà és que els fills no estiguin preparats per afrontar situacions frustrants. S'ha d'aprendre a controlar la frustració, i per aconseguir-ho és necessari acceptar la causa que la provoca i no permetre que les conseqüències de la mateixa sobrepassin els límits.